# Gastronomia de Jordània
La gastronomia jordana (àrab: مطبخ أردني) és similar a altres cuines de la regió del Llevant (per exemple, la cuina libanesa). Utilitza molts tipus de verdures, iogurt, carn (la majoria de les vegades carn de vedella, de xai i aviram, i de vegades, cabra i camell). Les herbes, l'all, la ceba, la pasta de tomàquet, la llimona i moltes espècies s'utilitzen per aromatitzar els plats jordans, i la barreja d'espècies za'atar és popular. Jordània és un dels majors productors d'olives del món, i per això, a Jordània s'utilitza sovint l'oli d'oliva.
A Jordània, és popular servir menjar en forma de meze, que són petites porcions de diversos plats, molt semblants a les tapes espanyoles.

## Plats principals[4][1]
Exemples de plats jordans són el mansaf, un plat tradicional beduí (carn de moltó cuit en una salsa de iogurt, servit amb arròs o bulgur), de vegades considerat el plat nacional de Jordània; el magluba (pollastre al forn amb espècies, arròs i verdures), el kibbeh (mandonguilles amb bulgur), l'hummus (crema de cigrons per untar), el falàfel (boletes de cigrons fregides), el baba ganoush (albergínia a la planxa amb tahini, oli d'oliva, suc de llimona i all) i el tabbouleh (una amanida de julivert, bulgur, tomàquet i menta).
Entre les postres, destaquen les baklava, les halva i el kanafeh, fetes de massa dolça farcides de formatge.

## Begudes jordanes[4]
Les principals begudes jordanes són el cafè (sovint aromatitzat amb diverses espècies), el te i l'arak (una beguda alcohòlica aromatitzada amb anís).
Hi ha una petita producció viticultora a Jordània (el vi només es produeix en dues vinyes), però la viticultura té una llarga tradició al país que es remunta a l'època nabatea. També hi ha diverses cerveses a Jordània (com Petra Brewery).